# Чверть долара (Свобода, що стоїть)
Чверть долара (Свобода, що стоїть) (англ. Standing Liberty quarter dollar) — розмінна срібна монета США вартістю 25 центів, яка карбувалася у 1916-1930 роках, замінила у обігу номінал 25 центів Барб'є.

## Історія
У 1932 році монету замінив номінал 25 центів Вашингтона.

## Карбування
Монета карбувалася з 1916-го по 1930 рік на монетних дворах Філадельфії, Денвера і Сан-Франциско. Їх позначення розташовується на аверсі (невелика буква зліва від дати): 
- відсутній — монетний двір Філадельфії, Пенсільванія
- D — монетний двір Денвера, Колорадо
- S — монетний двір Сан-Франциско, Каліфорнія

## Тираж
| Рік               | Філадельфія                         | Денвер              | Сан-Франциско       |
| ----------------- | ----------------------------------- | ------------------- | ------------------- |
| 1916              | 52 000 (приблизно 5)                |                     |                     |
| 1917 Тип I Тип II | 8 740 000 (приблизно 10) 13 880 000 | 1 509 200 6 224 400 | 1 952 000 5 552 000 |
| 1918              | 14 240 000                          | 7 380 800           | 11 072 000          |
| 1919              | 11 324 000                          | 1 944 000           | 1 836 000           |
| 1920              | 27 860 000                          | 3 586 400           | 6 380 000           |
| 1921              | 1 916 000                           |                     |                     |
| 1923              | 9 716 000                           |                     | 1 360 000           |
| 1924              | 10 920 000                          | 3 112 000           | 2 860 000           |
| 1925              | 12 280 000                          |                     |                     |
| 1926              | 11 316 000                          | 1 716 000           | 2 700 000           |
| 1927              | 11 912 000                          | 976 000             | 396 000             |
| 1928              | 6 336 000                           | 1 627 600           | 2 644 000           |
| 1929              | 11 140 000                          | 1 358 000           | 1 764 000           |
| 1930              | 5 632 000                           |                     | 1 556 000           |

(У скобках позначена кількість монет з якістю пруф)
Сумарна кількість склала понад 226 млн..

## Опис
Існує два різновиди цієї монети: І — з оголеними грудьми Свободи (карбувалася у 1916-1917 роках), ІІ — з закритими грудьми. У зв'язку з тим, що громадськість сприйняла зображення оголених грудей аморальним, дизайн монети було перероблено. Також є різниця у розміщені зірок на реверсі: І тип (1916-1917) — 7 ліворуч уздовж краю монети і 6 праворуч, ІІ — по 5 зірок по краях та 3 під орлом. Також були дещо змінені риси і розташування орла.

### Аверс
На аверсі монети зображена жінка, що стоїть, яка символізує Свободу. В одній руці вона тримає щит, а в іншій — оливкову гілку, символи миру та вміння захищатися. Зверху монети розміщені напівколом написи «LIBERTY», по сторонах «IN GOD WE TRUST».

### Реверс
На реверсі зображений геральдичний символ США — білоголовий орлан, що летить. Між його крилами розташовується девіз «E PLURIBUS UNUM», зверху і знизу напівкругові написи «UNITED STATES OF AMERICA» і «QUARTER DOLLAR». 